# پاب‌پیر

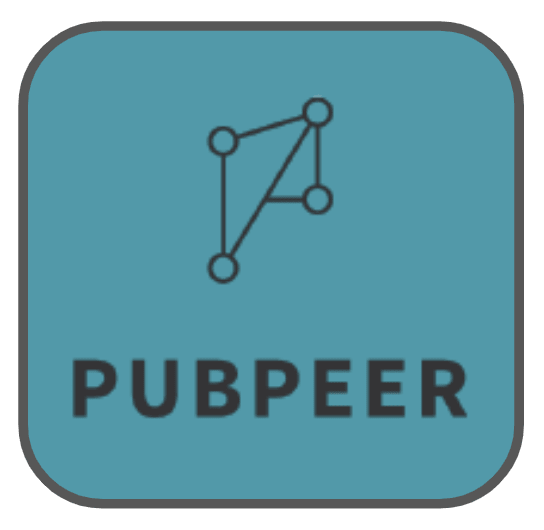
وبگاه پاب‌پیِر

پاب‌پیِر (به انگلیسی: PubPeer) وبگاهی است که برای کاربران امکان بحث و داوری پژوهش‌های علمی را پس از انتشار فراهم می‌کند. این وبگاه به صورت پلتفرمی برای افشای سوءرفتار علمی درآمده و در برخی موارد منجر به ابطال مقالات تحقیقاتی شده است. این سایت به کاربران اجازه می‌دهد به صورت ناشناس دیدگاه‌های خود را منتشر کنند، ویژگی بحث‌برانگیزی که از جمله عوامل موفقیت آن بوده است. برخی کاربران پاب‌پیر متهم به افترا زدن شده‌اند و متعاقباً پاب‌پیر اکنون از نظردهندگان می‌خواهد که تنها از گذاره‌هایی استفاده کنند که به صورت عمومی قابل راستی‌آزمایی هستند.